# Vladimir Gančev
Vladimir Gančev (en bulgare : Владимир Ганчев), né en 1931 et mort le 23 mai 2011, est un ancien joueur bulgare de basket-ball.

## Palmarès
- Finaliste du championnat d'Europe 1957